# 鵜飼派

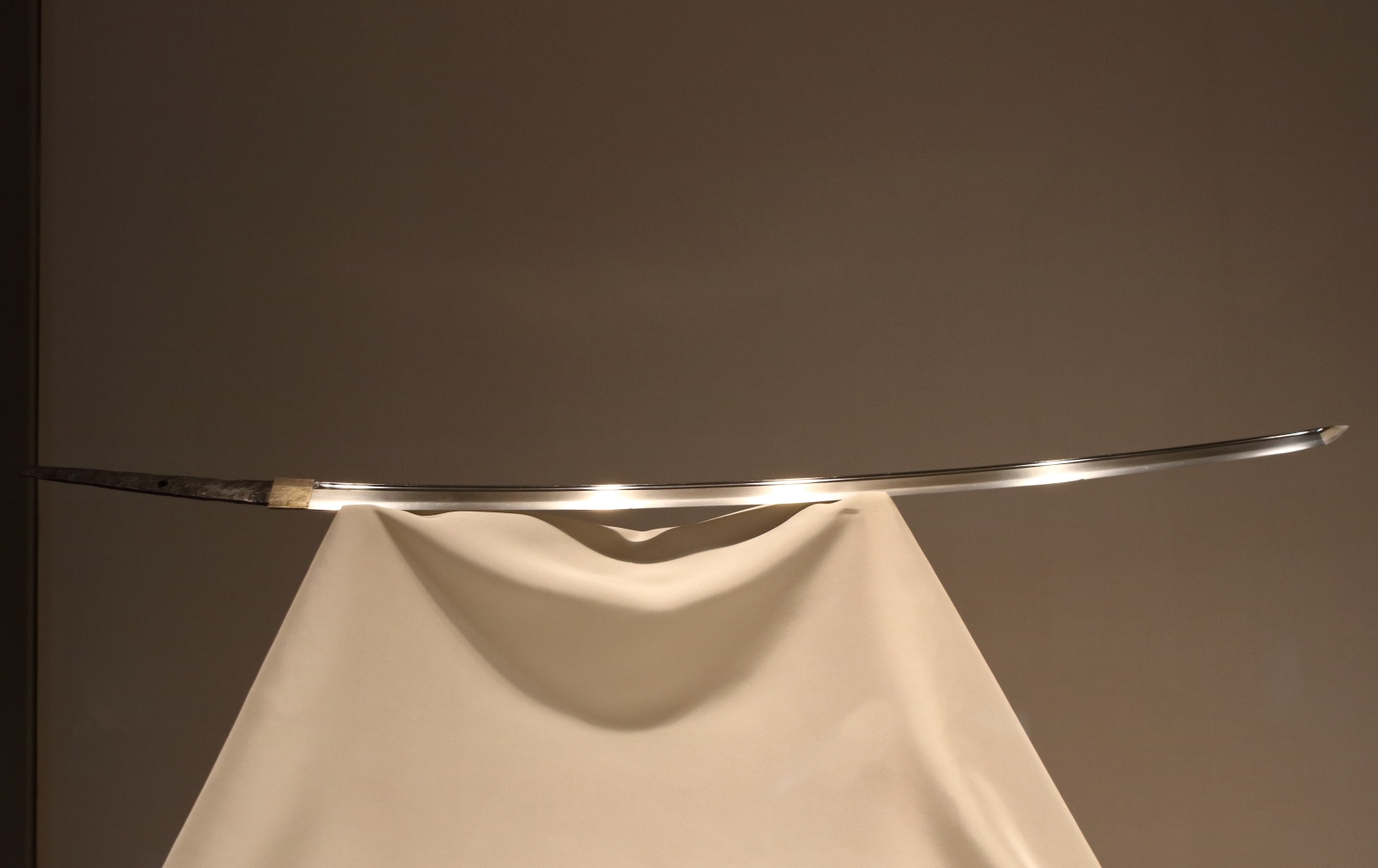
太刀〈銘雲生／〉（重要文化財、東京国立博物館蔵）

鵜飼派（うかいは）は、備前国宇甘郷（岡山県岡山市北区御津地域）の刀工の一派。宇甘派・宇飼派とも書く。雲類（うんるい）とも。代表的刀工の雲生（うんしょう）・雲次（うんじ）を始め、一派の刀工の多くが「雲」の通字を用いる。
備前国の一派であるが、一般的な備前物（長船派・福岡一文字派等）とは似ず、京の来派や、備中国（岡山県西部）の青江派、備後国（広島県東部）三原派の初代正家に近い作風を示す。活動は鎌倉時代末期から南北朝時代にかけての100余年程度の小流派であるが、10振以上の日本刀が重要文化財に指定されている。
江戸時代の伝説には、長船派の国友・国吉なる人物が後醍醐天皇の御番鍛冶になったことをきっかけに雲生・雲次と名乗り、新しく一派を立てたという物語があった。しかし、後醍醐即位以前に「雲生」「雲次」銘がある作品が発見されたことにより、実証的に否定されている。

## 略伝

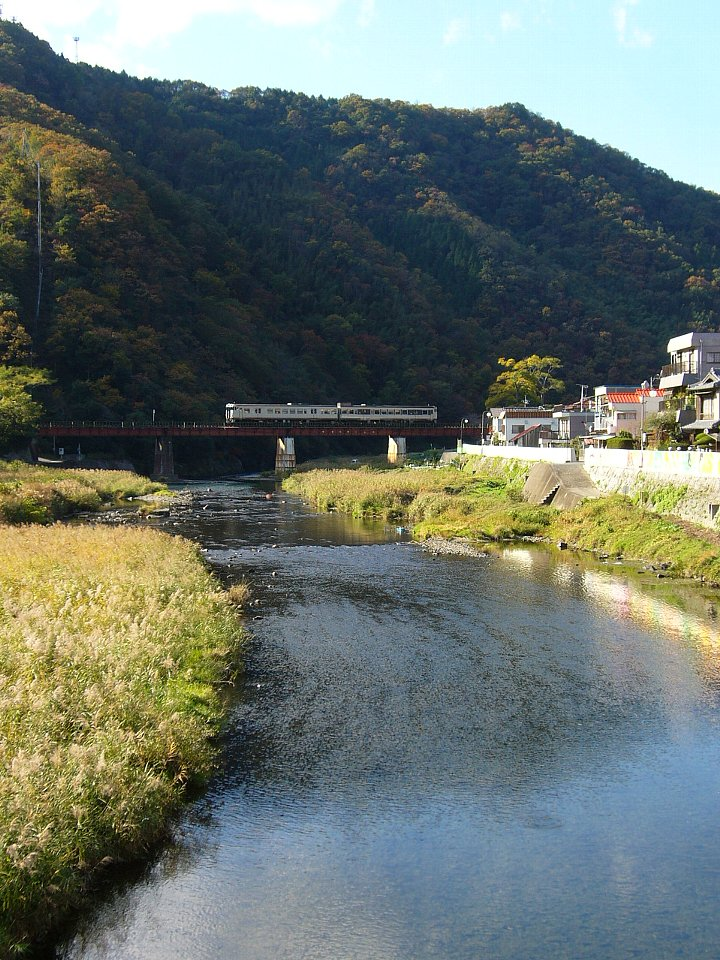
岡山県岡山市北区御津地域の宇甘川

鵜飼派は、備前国宇甘郷（うかいごう/うかんごう、岡山県岡山市北区御津地域）で、鎌倉時代末期から南北朝時代にかけて活躍した刀工の一派。
宇甘荘の地頭職は、承久の乱で功績を上げた相模国松田氏が得ており、戦国時代末期まで松田氏の支配が続いた。特に建武の新政前後の時期に大きく活躍し、軍記物語『太平記』にも松田盛朝という武将が登場する。宇甘荘の近くには、長船派の本拠地である長船という巨大な鍛冶町があるにもかかわらず、鵜飼派がこのような辺鄙な場所に鍛冶場を構えていた理由について、福永は、松田氏からの招聘があったのであろうと推測した。
その歴史的な出自については謎が多い。第一に、江戸時代には、長船派の国友・国吉が後醍醐天皇から雲生・雲次の名を下賜されたとする説があったが、この説は実証的に否定されている（#伝説）。第二説に、竹屋直正『竹屋直正伝書』（慶長17年（1612年））によれば、長船派に長船住五郎守重という刀工がいて、二代守重の子が入道して雲生を名乗ったのが最初であるという。第三説に、『鍛冶銘集』（正安年間（1299年 - 1302年））によれば、出雲国（島根県）から来た刀工であるという説もあり、福永酔剣は、鵜飼派には備前物らしさが無い点からして、この説は「傾聴に値する」とした。
鵜飼派の祖である初代雲生には「嘉元二　六十一歳」の銘がある作が存在し、嘉元2年（1304年）に数え61歳から逆算すると、寛元2年（1244年）生まれの刀工となる。初代雲次は、古説では初代雲生の弟とされるが、石井昌国は、活躍の年代からして実際には息子であろうとした。また、石井は、応永（1394年 - 1428年）ごろの四代雲次の辺りで、鵜飼派は長船派に合流して消滅したのではないか、と推測した。
鵜飼派の屋敷跡と伝わる場所が、箕地峠を南に2キロメートルほど行ったところに存在し、「刀工雲生宅跡」の標柱が立つ。実際、周辺を掘ると鉄滓が出るという。
2020年時点で、雲生の名跡の日本刀は少なくとも在銘5振が重要文化財に指定されており、無銘の伝・雲生の日本刀も1振が重要文化財である。雲次も在銘6振、無銘の伝・雲次の1振が重要文化財指定。

## 作風
備前国の刀工集団であるが、備前物と違い、反りが京反りになっているのが特徴。また、地鉄は備中青江派に似た「蜘蛛の糸肌」になっている。
福永酔剣によれば、刀剣の入札鑑定の定石として、京の来派の作品と見立てて、「イヤ」（街道すら当たっていない）と言われたら、鵜飼派の作品であると鑑定するのが定番になっているという。
本間薫山は、最上大業物の一工の四代正家の先祖で、三原派の祖である初代正家の作風に、雲生・雲次と似通う点があることを指摘した。

## 伝説

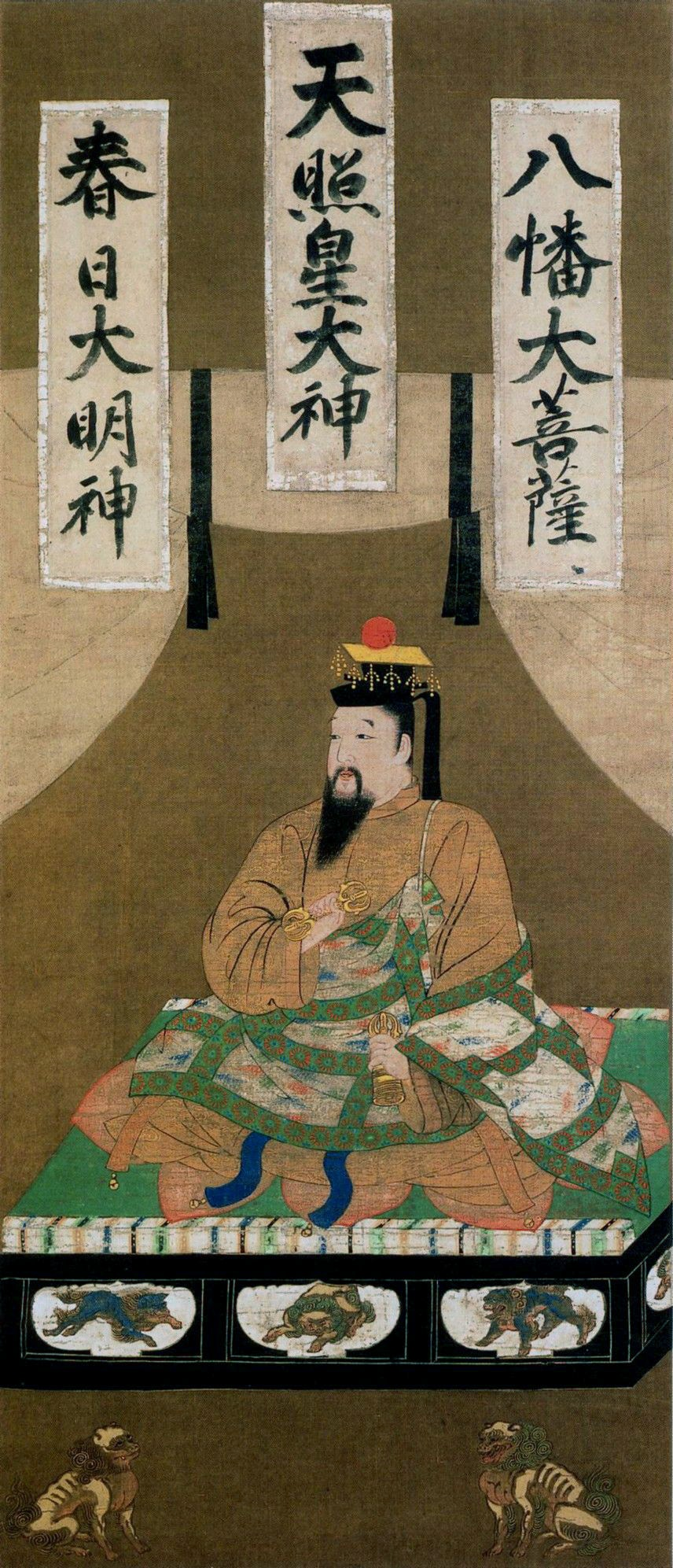
文観坊弘真開眼『絹本著色後醍醐天皇御像』（重要文化財、清浄光寺蔵）

山田浅右衛門吉睦の『古今鍛冶備考』（文政13年（1830年））が語る伝説によれば、雲生と雲次は初め、長船派の鍛冶で、それぞれ国友と国吉という名前だったが、元亨年間（1321年 - 1324年）に入京し、後醍醐天皇の勅命で太刀を鍛刀することになった。そこで、天に対して、帝の叡慮に叶うような名剣が作れるように祈っていると、ある夜、浮雲を模した刃文を焼いた夢を、兄弟揃って見た。そこで、夢の通りの刃文を試してみると、比類ない見事さだった。兄弟が太刀を献上する時に浮雲の夢の話を後醍醐天皇にしてみたところ、帝は感じ入って、国友に「雲生」の名を、国吉に「雲次」に名を下賜した。そして、兄弟は長船派から独立して、新しく鵜飼派を立てたのであるという。
しかし、そもそも後醍醐天皇即位以前から「雲生」銘の刀があるため、この伝説は実証的に否定される。
福永酔剣は、このような伝説は『古今鍛冶備考』以前に見当たらないため、浅右衛門自身の創作であろうと主張した。福永は、浅右衛門がこのような逸話を考えた理由として、「平安城雲生／貞治元年二月日」という銘の日本刀が存在することから思いついたのではないかと推測した（平安城＝京都）。なお、北朝の1362年は、和暦9月23日に康安2年から貞治元年へ改元されているので、貞治元年2月という月は存在せず、この日本刀の銘は明確に偽銘である。